# Хантингтон (округ)
Ха́нтингтон (англ. Huntington County) — округ в штате Индиана, США. Официально образован в 1832 году. По состоянию на 2010 год, численность населения составляла 37 124 человека.

## География
По данным Бюро переписи США, общая площадь округа равняется 1004,196 км², из которых 991,064 км² — суша и 13,131 км² или 1,31 % — это водоёмы.

## Население
По данным переписи населения 2000 года в округе проживает 38 075 жителей в составе 14 242 домашних хозяйств и 10 282 семей. Плотность населения составляет 38,00 человек на км2. На территории округа насчитывается 15 269 жилых строений, при плотности застройки около 15,00-ти строений на км2. Расовый состав населения: белые — 98,15 %, афроамериканцы — 0,18 %, коренные американцы (индейцы) — 0,41 %, азиаты — 0,31 %, гавайцы — 0,01 %, представители других рас — 0,26 %, представители двух или более рас — 0,67 %. Испаноязычные составляли 0,95 % населения независимо от расы.
В составе 34,40 % из общего числа домашних хозяйств проживают дети в возрасте до 18 лет, 59,40 % домашних хозяйств представляют собой супружеские пары проживающие вместе, 9,10 % домашних хозяйств представляют собой одиноких женщин без супруга, 27,80 % домашних хозяйств не имеют отношения к семьям, 23,60 % домашних хозяйств состоят из одного человека, 9,70 % домашних хозяйств состоят из престарелых (65 лет и старше), проживающих в одиночестве. Средний размер домашнего хозяйства составляет 2,57 человека, и средний размер семьи 3,04 человека.
Возрастной состав округа: 26,10 % моложе 18 лет, 9,90 % от 18 до 24, 28,10 % от 25 до 44, 21,80 % от 45 до 64 и 21,80 % от 65 и старше. Средний возраст жителя округа 36 лет. На каждые 100 женщин приходится 94,90 мужчин. На каждые 100 женщин старше 18 лет приходится 91,70 мужчин.
Средний доход на домохозяйство в округе составлял 41 620 USD, на семью — 49 031 USD. Среднестатистический заработок мужчины был 34 894 USD против 21 693 USD для женщины. Доход на душу населения составлял 19 480 USD. Около 3,70 % семей и 5,50 % общего населения находились ниже черты бедности, в том числе — 6,20 % молодежи (тех, кому ещё не исполнилось 18 лет) и 5,70 % тех, кому было уже больше 65 лет.